# Drongpa (plaats)
Drongpa, Chinees: Zhōngbā, tot 1960 Tradün, is een plaats in het arrondissement Drongpa in de prefectuur Shigatse in de Tibetaanse Autonome Regio, China.
Het arrondissement Drongpa omvat ongeveer het gebied dat tot 1960 het district Tradün heette. De gelijknamige hoofdplaats is een volledig herbouwde plaats, dat om die reden ook wel wordt aangeduid als Nieuw-Tradün.
In de plaats Drongpa zijn overheidsgebouwen en kwartieren van het Chinese leger gevestigd, een grote school voor de kinderen van de nomaden in de buurt, Chinese winkels en enkele hotels waar voornamelijk reizigers van en naar Ngari overnachten.
In Drongpa komen vaak aardbevingen voor, waaronder op 30 augustus 2008 met een kracht van 6,8 op de schaal van Richter.
Eind 1944 verbleven Heinrich Harrer en Peter Aufschnaiter hier vier maanden tijdens hun vlucht van India naar uiteindelijk Lhasa.

## Galerij

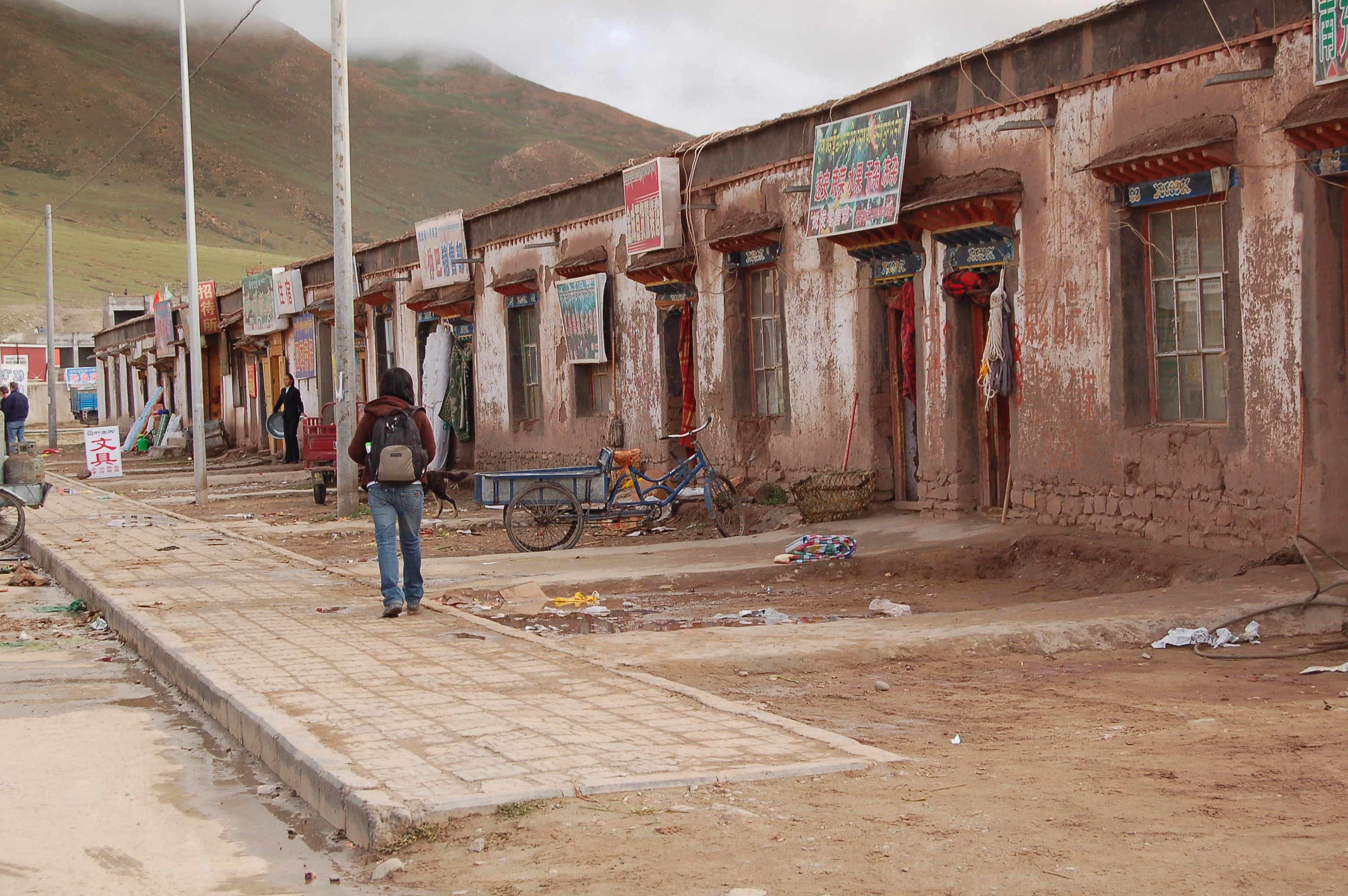
Chinese winkels in de plaats Drongpa.
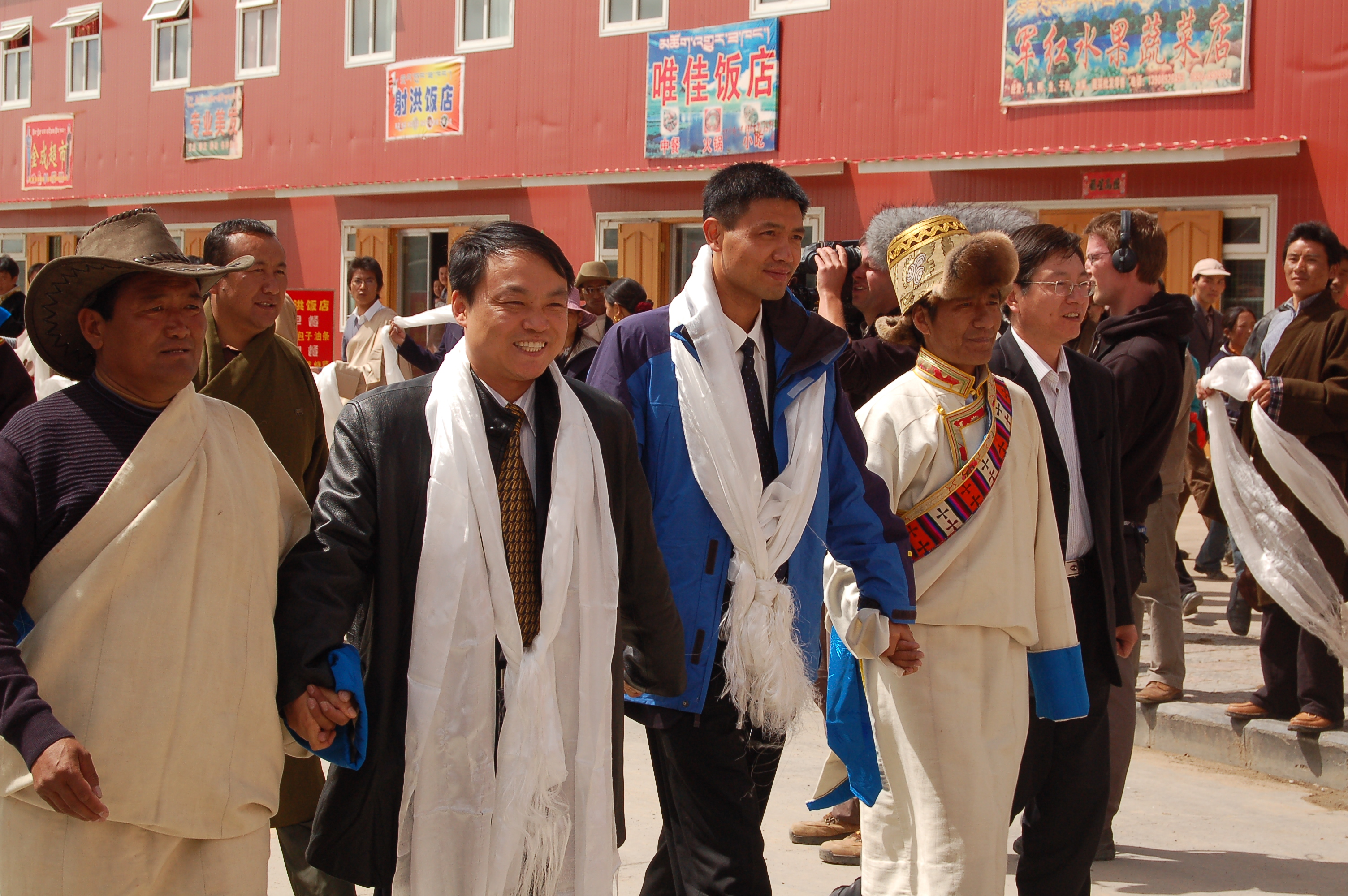
Begroeting nieuwe Chinese districtsvoorzitter uit Shanghai (tweede van links)
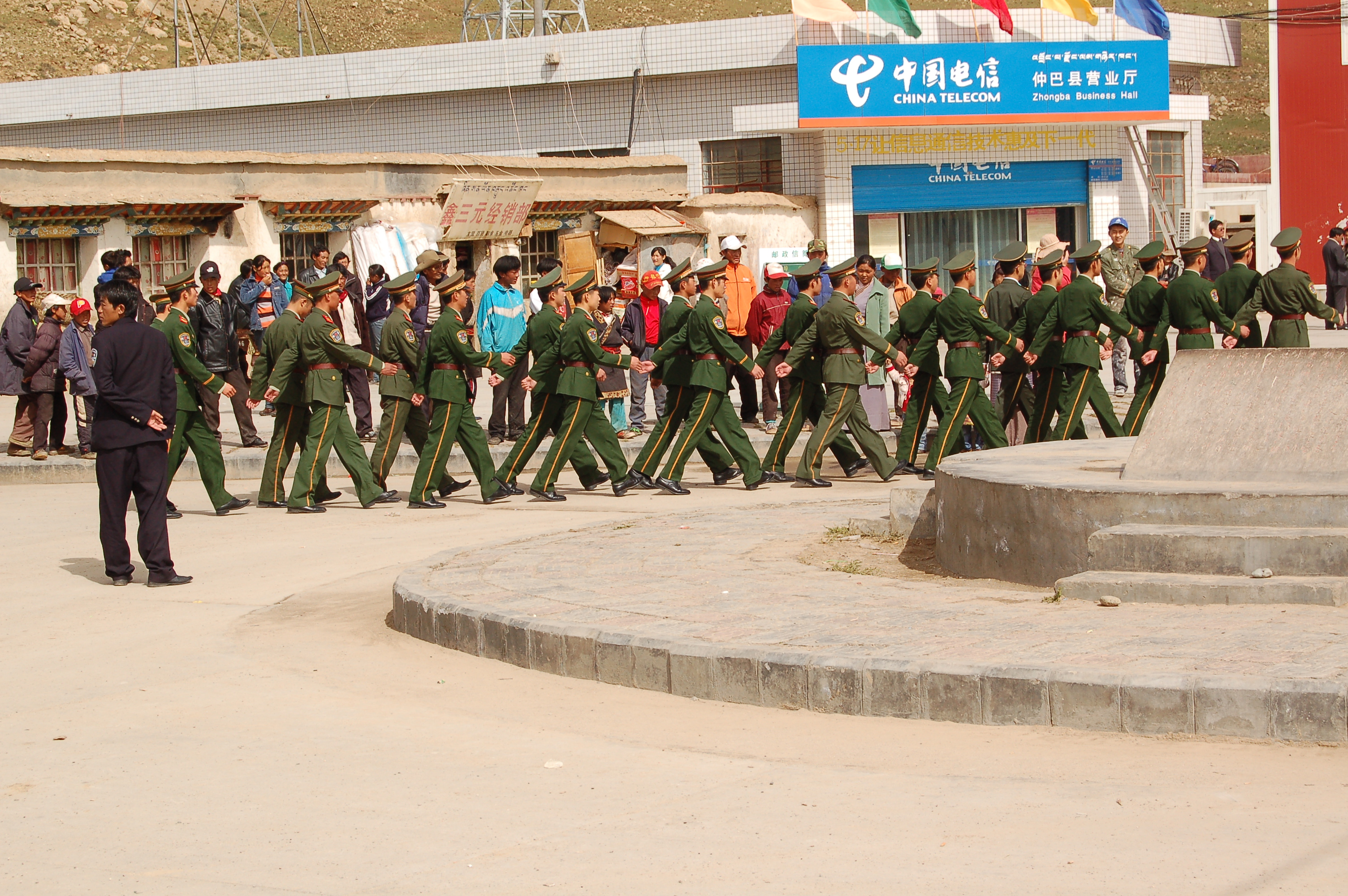
Opmars van soldaten in Drongpa